# Церковь Воскресения Христова (Дуброво)
Церковь Воскресения Христова — утраченный православный храм в бывшем селе Дуброво Егорьевского уезда (ныне Шатурский район Московской области).

## История
Точное время постройки Воскресенской церкви не установлено. По преданию церковь была основана во времена Дмитрия Донского. В храме были древние антиминсы, в которых указывалось о неоднократном освящении алтаря в 1499, 1569 и 1594 годах. Кроме того, в церкви хранилось рукописное евангелие, подаренное иноком Досифеем в 1549 году.
В 1739 году была построена новая деревянная церковь Воскресения Христова, в 1848 году пристроены Троицкий и Ильинский приделы, а в 1858 году построена колокольня.
По данным 1890 года в состав прихода, кроме села, входили деревни: Лешино, Ивановская, Митинская, Левинская, Стенинская и Починки.
В 1930-х годах церковь была закрыта и сломана.